# Fuchshöhle (Bad Säckingen)

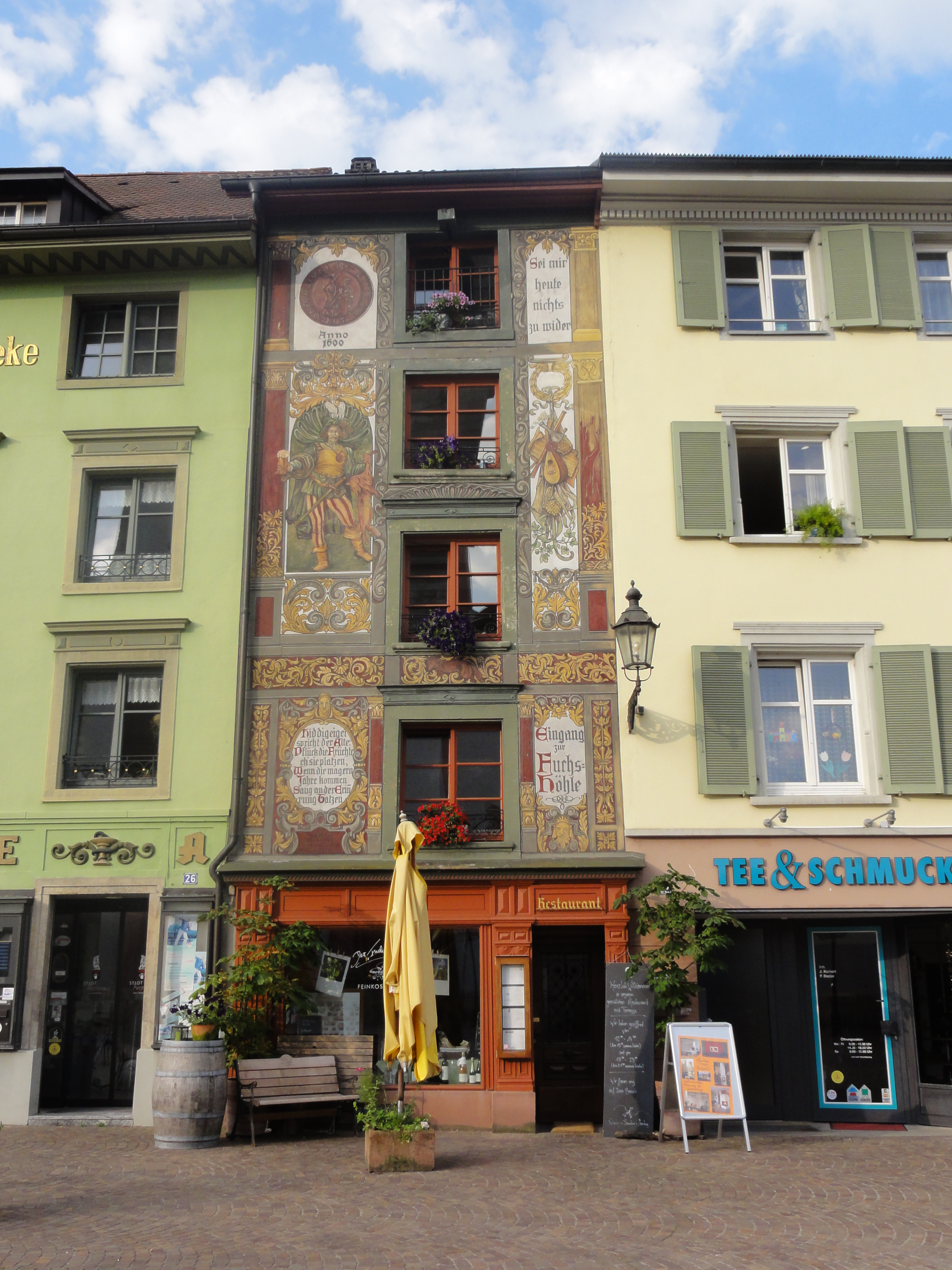
Fuchshöhle in Bad Säckingen

Die Fuchshöhle ist ein Gasthaus in Bad Säckingen, einer Stadt im Landkreis Waldshut in Baden-Württemberg. Das Gebäude am Münsterplatz 24, gegenüber dem Münster St. Fridolin, ist ein geschütztes Kulturdenkmal.
Das fünfgeschossige schmale Haus aus dem Jahr 1600 ist an der Fassade im historistischen Stil bemalt. Der Künstler war Johann Kaiser (1865–1922), der in München studiert hatte.
Die Fuchshöhle wurde von der Denkmalstiftung Baden-Württemberg zum „Denkmal des Monats Juni 2021“ ernannt.